# Lyriothemis acigastra
Lyriothemis acigastra är en trollsländeart som först beskrevs av Selys 1878.  Lyriothemis acigastra ingår i släktet Lyriothemis och familjen segeltrollsländor. IUCN kategoriserar arten globalt som otillräckligt studerad. Inga underarter finns listade i Catalogue of Life.